# Barro Negro (popolo)
I Barro Negro (o anche Tunebo dell'est) sono un gruppo etnico della Colombia, con una popolazione stimata di circa 300 persone. Questo gruppo etnico è per la maggior parte di fede animista e parla la lingua Tunebo, Barro Negro (codice ISO 639: TBN).
Vivono sulle pianure orientali delle Ande nei pressi di Paz de Ariporo, nei villaggi di Barro Negro (da cui l'etnia prende il nome), San Lope e Tabías.